# Bandentram van Nancy
De bandentram van Nancy was onder de naam Tramway de Nancy tot 5 april 2025 een geleidebuslijn in deze stad.

## (Voor)geschiedenis
In 1982 werd in Nancy een trolleybusnet aangelegd. Het net was ongeveer veertig kilometer lang en werd met vijftig gelede Renault-trolleybussen bereden.
Eind jaren negentig waren de trolleys bijna aan het einde van hun levensduur. De stadsregio besloot om het trolleynet om te zetten in een geleidebusnetwerk (bandentramnet) van drie lijnen (25 kilometer) van het systeem TVR. De geleide bussen van dit systeem rijden elektrisch dus de trolleyinfrastructuur kon behouden blijven. In 2000 reed de laatste trolleybus. Bussen op aardgas namen de dienst over.
Midden 1999 werd begonnen met de aanleg van het bandentramnet. Op 8 december 2000 werd de eerste lijn officieel geopend. Reizigers konden er echter pas in februari 2001 voor het eerst gebruik van maken. De aanleg heeft 978 miljoen Franse Francs (149 miljoen euro) gekost.
Op 6 en 10 maart 2001 ontspoorde er een bandentram. Bij het eerste ongeluk vielen drie lichtgewonden. De tramdienst werd stilgelegd en de voertuigen en de baan werden aangepast. Op 13 maart 2002 werd de bandentram in alle stilte weer in gebruik genomen.

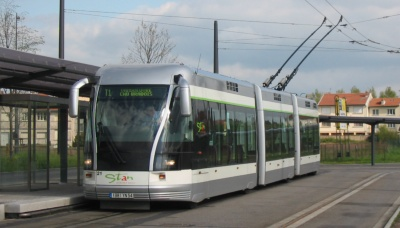
Een bandentram bij het eindpunt 'Essey Mouzimpré'

## Exploitatie
De bandentramlijn was 11,1 kilometer lang, telde 27 haltes en ging van zuidwesten naar het noordoosten. Over een lengte van ongeveer negen kilometer werden de trolleybussen door een rail in het wegdek geleid.
De bandentram en de stadsbussen in Nancy worden/werden geëxploiteerd door Service de Transport de l'Agglomération Nancéienne (STAN), een dochteronderneming van Veolia Transport, in opdracht van de regionale vervoersautoriteit Communauté Urbaine du Grand Nancy
Het was de bedoeling dat de bandentram zou worden aangevuld met een trolleylijn (lijn 121). Bij het Italiaanse Ansaldo werden zeven nieuwe trolleybussen aangeschaft. Deze wagens bleken echter niet aan de eisen/wensen van de vervoersautoriteit te voldoen, waardoor er een juridisch conflict met Ansaldo ontstond. 
Net als bij de bandentram in Caen waren er veel problemen. Alleen ging Nancy langer door; ze namen zelfs de voertuigen uit Caen over voor onderdelen, toen Caen ermee stopte en alsnog voor trams koos. Dat laatste deed Nancy aanvankelijk ook, maar uiteindelijk werd toch voor trolleybussen gekozen, omdat dat (op korte termijn) goedkoper zou zijn.

## Wagenpark
Voor de dienst waren 25 dubbelgelede trolleybussen (24,5 meter lang) beschikbaar die werden gebouwd door Bombardier Transportation in Crespin. De 25 voertuigen kostten 274 miljoen Franse Francs (41,77 miljoen euro)

## Haltes
- Vandœuvre CHU Brabois - Forêt de Haye - Faisanderie - Doyen Roubault - Saint-André Jardin Botanique - Le Reclus - Vélodrome - Montet Octroi - Blandan - Exelmans - Jean Jaurès - Garenne - Mon Désert - Kennedy - Nancy Gare - Maginot - Point Central - Cathédrale - Division de Fer - Saint-Georges - Cristalleries - Gérard Barrois - Saint-Livier - Carnot - Briand - Essey Roosevelt - Essey Mouzimpré